# روز ماري وودز
روز ماري وودز (بالإنجليزية: Rose Mary Woods) (و. 1917 – 2005 م) هي أمينة سر من الولايات المتحدة الأمريكية ولدت في سيبرينغ.